# Shadow Zone (Static-X)
Shadow Zone è il terzo album in studio del gruppo musicale statunitense Static-X, pubblicato il 7 ottobre 2003 dalla Warner Bros. Records.

## Descrizione
Si tratta dell'ultimo album registrato con il chitarrista Tripp Eisen, nonché il primo con il batterista Nick Oshiro in formazione, sebbene le parti di batteria siano state curate da Josh Freese.

## Tracce
Testi e musiche di Static-X.
1. Destroy All – 2:18
2. Control It – 3:04
3. New Pain – 2:57
4. Shadow Zone – 3:04
5. Dead World – 2:47
6. Monster – 2:13
7. The Only – 2:50
8. Kill Your Idols – 4:00
9. All in Wait – 4:01
10. Otsegolectric – 2:39
11. So – 3:39
12. Transmission – 1:38
13. Invincible – 3:56

Traccia bonus nell'edizione giapponese
1. Gimme Gimme Shock Treatment – 2:03 – originariamente interpretata dai Ramones

X-Posed – DVD bonus nell'edizione speciale
1. Enter the Shadow Zone – 4:00
2. The History of Static-X – 2:31
3. Push It – 2:40
4. The Influence of Kiss – 1:45
5. Fan Q&A – 3:51
6. What About Static-X Never Changes – 4:12
7. Destroy All – 2:24
8. Recording "Shadow Zone" – 6:38
9. Picking Nick – 1:32
10. Photoshoots – 2:12
11. Shadow Zone – 1:46

## Formazione
Gruppo
- Wayne Static – voce, chitarra, programmazione, tastiera
- Tony Campos – basso, cori
- Tripp Rex Eisen – chitarra
- Nick Oshiro – batteria

Altri musicisti
- Josh Freese – batteria
- Ken Jay – tastiera aggiuntiva

Produzione
- Josh Abraham – produzione
- Tom Whalley – produzione esecutiva
- Ulrich Wild – missaggio
- Ryan Williams – ingegneria del suono
- Mark Kiczula – assistenza tecnica
- Branden Belsky – assistenza tecnica
- Jeff Philips – assistenza tecnica
- Tom Baker – mastering